# The Wreck (film 1913)
The Wreck è un cortometraggio muto del 1913 diretto da Ralph Ince e da W.J. Lincoln.

## Trama
La giovane Rita Carlyle è sposata con il presidente delle ferrovie, Stanford Carlyle. Quando il figliastro Herbert le chiede aiuto perché il padre, disgustato da lui, rifiuta di dargli il denaro per pagare i suoi debiti, Rita di accorda con l'amico Richard per un incontro segreto con Herbert. Stanford, convinto che Richard Hamilton, figlio del suo più caro amico e che lui ha preso a lavorare con sé, lo stia tradendo con la moglie, ha una violenta discussione con il giovane durante la quale Richard finisce in acqua, annegando nel fiume.
Testimone del fatto è stato John Squires, un operaio licenziato perché sempre ubriaco. Ora Squires ricatta Stanford, chiedendo di essere riassunto. L'angoscia di Carlyle aumenta quando il figlio gli racconta la verità e gli dimostra l'innocenza di Richard e di Rita. Non solo, lo strazio è ancora maggiore quando Hamilton padre viene per riconoscere il corpo del figlio.
Stanford si trova con il figlio in viaggio verso Ovest. Squires, ubriaco, litigando con il suo caposquadra, provoca lo scontro tra due treni, in uno dei quali si trovano i Carlyle, padre e figlio. Stanford riesce a salvarsi ma Herbert rimane ucciso. Dopo la sua morte, Stanford si riconcilia con Rita.

## Produzione
Il film fu prodotto dalla Vitagraph Company of America.
La scena dello scontro tra i treni sarebbe costata 40.000 dollari e, secondo una rivista dell'epoca, nella versione del 1913 vittima della collisione insieme al figlio sarebbe rimasto anche Sanford Carlyle.
Uno dei due direttori della fotografia, William S. Adams, non appare nei credit fino al 1921: si suppone che probabilmente sia stato l'autore delle scene aggiunte per la versione del 1919..

## Distribuzione
Distribuito dalla General Film Company, il film - un cortometraggio in tre bobine - uscì nelle sale cinematografiche statunitensi il 2 dicembre 1913. Nel 1919, ne venne fatta una riedizione distribuita dalla Vitagraph come A Vitagraph Special Feature che uscì in sala il 12 settembre 1919 in una versione di 1.500 metri.